# Phare de l'île de Razzoli
Le phare de l'île de Razzoli (Italien :Faro di Isola Razzoli) est un phare situé sur l'île de Razzoli, dans l'archipel de La Maddalena, de la mer Tyrrhénienne, dans la province d'Olbia-Tempio (Sardaigne), en Italie.

## Histoire
Le premier phare a été construit en 1858 et consistait en une tour quadrangulaire en maçonnerie de 12 mètres de haut, avec balcon et lanterne au sommet d'une maison de gardien de deux étages. La tour et la lanterne étaient peintes en blanc, le dôme de lanterne en métal gris. Le phare a été abandonné en 1969 quand il a commencé à se dégrader et qu'il était trop cher de le rénover. En 2007, une Commission européenne a accordé des fonds pour une rénovation partielle du bâtiment, mais il semble que la plus grande partie du travail soit à faire.
Le phare actuel a été construit en 1974. Le phare est entièrement automatisé, alimenté par une unité solaire et géré par le Parc national de l'archipel de La Maddalena avec le numéro d'identification EF-1000.
Le phare est le plus au nord de la Sardaigne, à l'est des Bouches de Bonifacio, face à la Costa Smeralda et se trouve à 7,5 km de l'archipel français des îles Lavezzi. L'île appartient la municipalité de La Maddalena (province de Sassari).

## Description
Le phare  se compose d'une tour cylindrique conique en pierre de 12 m de haut, avec galerie et lanterne, située devant l'ancien phare. La tour est peinte en blanc et le dôme de la lanterne est gris métallisé. Il émet, à une hauteur focale de 77 m, un éclat blanc ou rouge, selon direction, toutes les 2.5 secondes. Sa portée est de 19 milles nautiques (environ 35 km) pour le feu blanc, et 15 milles nautiques pour le feu rouge.
Identifiant : ARLHS : SAR006 ; EF-1000 - Amirauté : E0940 - NGA : 8196 .

## Caractéristique dufeu maritime
Fréquence : 2.5 secondes (W-R)
- Lumière : 0.1 seconde
- Obscurité : 2.4 secondes

|                          |
| Archipel de La Maddalena |

|          |
| Le phare |

### Lien connexe
- Liste des phares de la Sardaigne